# A-ディヴィジョン
A-ディヴィジョン（英: Bhutan A-Division）は、ブータンに存在したサッカーリーグ。2001年創設で、2012年にブータン・ナショナルリーグ（現在のブータン・プレミアリーグ）が発足するまではブータンにおけるトップディビジョンであった。
2015年にティンプーリーグと名称を改め、2019年にブータン・スーパーリーグに名称を改めた末、2020年でリーグ戦を終了した。2021年以降はブータン・プレミアリーグの予選大会が代替大会となっている。

## 参加クラブ（2020シーズン）
| クラブ                           | ホームタウン |
| -------------------------------- | ------------ |
| ドルク・スターズFC               | ティンプー   |
| ハイ・クオリティ・ユナイテッドFC | ティンプー   |
| パロ・ユナイテッドFC             | パロ         |
| BFFアカデミーU-17                | ティンプー   |
| CST                              | ティンプー   |
| パロ・リンプン                   | パロ         |
| プナカ・ゴモ                     | プナカ       |
| テンサンFC                       | ティンプー   |

## 歴代優勝クラブ
- 1986：ロイヤル・ブータン・アーミーFC（英語版）
- 1987-95：不明
- 1996：ドルクポルFC（英語版）
- 1997：ドルクポルFC
- 1998：ドルクポルFC
- 1999：ドルクポルFC
- 2000：ドルクポルFC
- 2001：ドルク・スターズFC（英語版）
- 2002：ドルクポルFC
- 2003：ドルクポルFC
- 2004：トランスポート・ユナイテッドFC（英語版）
- 2005：トランスポート・ユナイテッドFC
- 2006：トランスポート・ユナイテッドFC
- 2007：トランスポート・ユナイテッドFC
- 2008：イェージンFC（英語版）
- 2009：ドルク・スターズFC
- 2010：イェージンFC
- 2011：イェージンFC
- 2012：ドルクポルFC
- 2013：イェージンFC
- 2014：ドルク・ユナイテッドFC（英語版）
- 2015：FCテルトン（英語版）
- 2016：ティンプー・シティFC（英語版）
- 2017：ティンプー・シティFC
- 2018：トランスポート・ユナイテッドFC
- 2019：ドルク・スターズFC
- 2020：ハイ・クオリティ・ユナイテッドFC（英語版）

## クラブ別優勝回数
| クラブ                           | 回数 |
| -------------------------------- | ---- |
| ドルクポルFC                     | 8回  |
| トランスポート・ユナイテッドFC   | 5回  |
| イェージンFC                     | 4回  |
| ドルク・スターズFC               | 4回  |
| ティンプー・シティFC             | 2回  |
| ドルク・ユナイテッドFC           | 1回  |
| FCテルトン                       | 1回  |
| ロイヤル・ブータン・アーミーFC   | 1回  |
| ハイ・クオリティ・ユナイテッドFC | 1回  |

## 歴代得点王
| シーズン | 国籍         | 名前             | 所属クラブ                   | ゴール数 |
| -------- | ------------ | ---------------- | ---------------------------- | -------- |
| 2007     | ブータンの旗 | パサン・チェリン | トランスポート・ユナイテッド | 28       |